# Кривенцов, Станислав Германович
Станислав Германович Кривенцов (род. 2 ноября 1973, Москва) — международный мастер по шахматам с 2002 года, победитель многих шахматных турниров в США, включая 4 чемпионата штата Пенсильвания.
Выпускник МИФИ 1996 года. В 2004 году получил степень доктора философии (Ph.D.) в области электроники в Государственном Университете Пенсильвании (Penn State University) в США.